# Phryssonotus burmiticus
Phryssonotus burmiticus är en mångfotingart som först beskrevs av Cockerell 1917.  Phryssonotus burmiticus ingår i släktet Phryssonotus och familjen Synxenidae. Inga underarter finns listade i Catalogue of Life.